# Валдіс Целмс
Валдіс Целмс (24 жовтня 1943) — латвійський художник, графічний дизайнер і лідер неоязичництва . Він відомий своїм кінетичним мистецтвом і є одним із лідерів балтійської неоязичницької організації Latvijas Dievtuŗu sadraudze.
Валдіс Цельмс народився 24 жовтня 1943 року у Вілдозькій волості (Сігулда). Освіту здобув у Ризькому будівельному училищі та факультеті промислового мистецтва Латвійської академії мистецтв. 

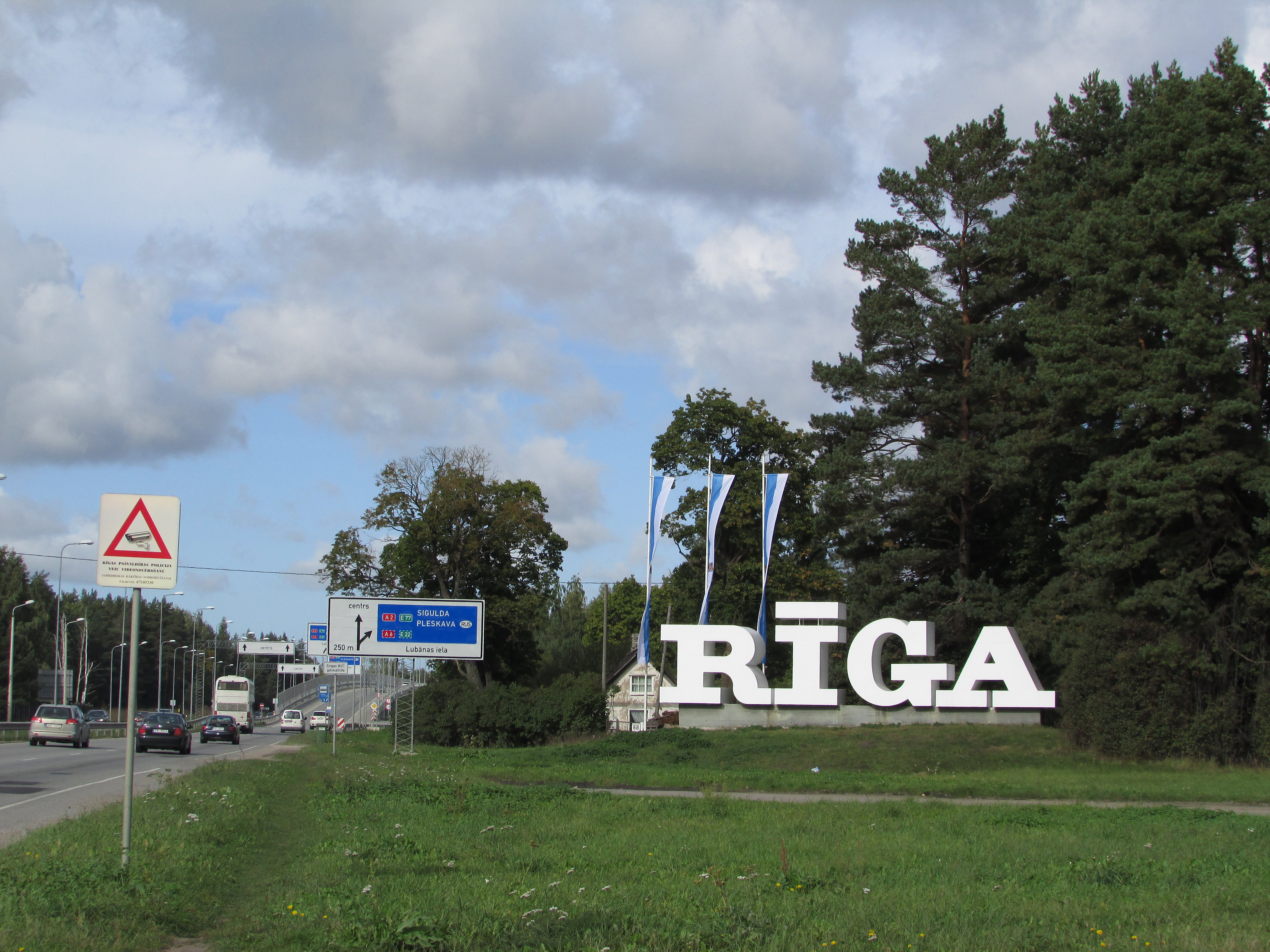
Дорожній знак на кордоні Риги, розроблений Celms

Целмс вважається одним із засновників кінетичного мистецтва в Латвії завдяки його дослідженню художньої форми в 1960-х роках. Він став видатним у латвійському мистецькому світі в 1970-х роках своїм кінетичним мистецтвом, фотомонтажем і графічним дизайном .   У своєму кінетичному мистецтві він поєднував сучасні матеріали та потреби з впливом народного мистецтва та намагався наслідувати рухи природи. Деякі з більш амбітних кінетичних скульптур, які він спроектував у 1970-х роках, не були реалізовані на той час, але були створені та виставлені після розпаду Радянського Союзу.  У 1980 році він розробив великі знаки «Rīga», які вітають людей, коли вони в’їжджають до латвійської столиці її головними дорогами. 
У 2013 році на честь його 70-річчя в Латвійському музеї декоративного мистецтва та дизайну відбулася велика ретроспектива мистецьких робіт Цельмса.  У 2014 році був нагороджений орденом Трьох зірок від Латвійської держави. 

## Язичницьке відродження
Цельмс є одним із лідерів балтійської неоязичницької групи Latvijas Dievtuŗu sadraudze. На цій посаді він очолював команду, яка створила Локстенський храм Дієвтурі на острові річки Даугава, урочисто відкритий у 2017 році.  У 2007 році він опублікував книгу Latvju raksts un zīmes ( досл. «Latvian Patterns and Symbols»   ), який добре продавався. У 2016 році він опублікував Baltu dievestības pamati ( досл. «Fundamentals of the Baltic Religion»   ), де він під впливом Ернеста Брастіньша, Марії Гімбутас і Яніни Курсите-Пакуле дає вступ до балтійських божеств і того, як їх знати. 
Цельмс — один із лідерів балтійської неоязичницької організації Latvijas Dievtuŗu sadraudze. Він очолював проєкт зі створення храму Дієвтурі в Локстене на острові річки Даугава, який урочисто відкрили в 2017 році. У 2007 році він видав книгу Latvju raksts un zīmes ("Латвійські орнаменти та символи"), що мала успіх у продажах. У 2016 році вийшла його книга Baltu dievestības pamati ("Основи балтійської релігії"), де під впливом Ернеста Брастіньша, Марії Гімбутас і Яніни Курсіте-Пакуле він представляє огляд балтійських божеств та основ їхнього пізнання.

## Публікації
- Latvju raksts un zīmes: baltu pasaules modelis: uzbūve, tēli, simbolika . Folkloras informācijas centrs, Рига 2007,ISBN 978-9984-39-019-2 .
- Baltu dievestības pamati . Izdevniecība Lauku Avīze, Рига 2016,ISBN 978-9934-15-241-2